# Karl Chateau
Pour les articles homonymes, voir Château (homonymie).

a Compétitions nationales et continentales officielles uniquement.

b Matchs officiels uniquement.
Dernière mise à jour le 16 juin 2025.
Karl Chateau, né le 15 juin 1992 à Orléans (France), est un joueur français de rugby à XV qui évolue au poste de troisième ligne centre.

## Biographie
Karl Chateau fait partie de la promotion Adrien Chalmin (2010-2011) au Pôle France du Centre national de rugby de Linas-Marcoussis au côté, entre autres, de Tom Ecochard, Sébastien Taofifénua, Yohann Artru, Kélian Galletier ou Fabrice Catala. 
En 2011, il participe au championnat du monde junior. L'équipe de France termine à la quatrième place. En 2012, il est capitaine de l'équipe de France des moins de 20 ans qui termine deuxième du Tournoi des Six Nations et sixième du championnat du monde junior.
Lors de la saison 2017-2018, il est sacré champion de France de Pro D2 avec l'USAP en disposant de Grenoble en finale. Il réalise une bonne saison en marquant 7 essais en 30 matchs. 
La saison suivante (2018-2019) est plus compliquée, Perpignan gagne seulement deux matchs en Top 14 et termine la saison à la quatorzième place avec seulement 12 points au classement général.
En décembre 2021, il rejoint Colomiers rugby en tant que joueur supplémentaire jusqu'à la fin de saison. Il engage ensuite pour trois saisons avec le RC Vannes.

## Palmarès
- Vainqueur du Championnat de France de 2e division en 2018 avec l'USA Perpignan et en 2024 avec le RC Vannes.

## Anecdotes
Il apparaît dans le documentaire À l'école du rugby diffusé sur France 4 en 2011[réf. nécessaire].